# Ababeel1
Ababeel1 (араб. أبابيل1‎) — беспилотный летательный аппарат, разработанный палестинской террористической группировкой ХАМАС. Был продемонстрирован ею в 2014 году. Спроектировал дрон тунисский инженер Мухаммад аз-Завари, впоследствии ликвидированный в 2016 году.
Первые три экземпляра были продемонстрированы группировкой официально в 2014 году. Один был оснащен для разведки, остальные ударными типами вооружений. Также ХАМАС заявил, что совершил полет над штабом Армии Обороны Израиля в Тель-Авиве. Официальный представитель ЦАХАЛ не подтвердил эту информацию. Считается, что радикальная ливанская группировка Хезболла также пыталась использовать беспилотники Ababil1 против Израиля. В апреле 2013 года израильские вооруженные силы заявляли, что уничтожили беспилотник, который пытался проникнуть в воздушное пространство Израиля над Средиземным морем недалеко от Хайфы. Появление данных летательных аппаратов заставило ВВС Израиля увеличить свою воздушную группировку вокруг Газы из-за угрозы для поселений на своих южных границах.

### Модификации
Существует три модификации летательного аппарата:
- А1А — для разведывательных целей;
- А1В — для ракетных атак;
- А1С — для атак методом самоподрыва[3].